# يوم حرية التعليم
يوم حرية التعليم (EFD) هو حدث دولي أطلقته مؤسسة الحرية الرقمية DFF في 2013. يتم الاحتفال به بشكل سنوي في 21 مارس. وهو مشابه لأيام الحرية الأخرى، وهي يوم حرية البرمجيات والأجهزة والثقافة. الهدف منه هو نشر المعرفة والوعي فيما يتعلق بفوائد استخدام البرمجيات الحرة والموارد التعليمية المجانية للتعليم. 

## تاريخه
تم الاحتفال بيوم حرية التعليم الأول في 17 يناير 2013. ومع ذلك، كان لا بد من تغيير التاريخ لاحقًا بسبب عدم التوافق مع العطلات المحلية مثل رأس السنة الصينية والعطلات الصيفية عندما تكون المدارس مغلقة. يتم الاحتفال به حاليًا في شهر مارس. في عام 2016، تمت ملاحظة EFD في 21 مارس.
يتم تنظيم الحدث من قبل مؤسسة الحرية الرقمية والمتطوعين في جميع أنحاء العالم. ويتم تشجيع المتطوعين على تنظيم الأحداث التي تفيد المجتمعات التعليمية المحلية.